# Liste der Kirchengebäude im Dekanat Zwickau
Die Liste der Kirchengebäude im Dekanat Zwickau enthält römisch-katholische Kirchen des Dekanats im Erzgebirgskreis und im Landkreis Zwickau im Bistum Dresden-Meißen.

## Geschichte
Der letzte Bischof des Altbistums Meißen, Johann IX. von Haugwitz, ernannte 1559 Johann Leisentrit zum Diözesanadministrator für die verbliebenen katholischen Gebiete in der Lausitz. Damit war das alte Bistum Meißen in Sachsen (Mark Meißen) untergegangen. Die Reste des ehemaligen Diözesangebiets wurden zur Apostolischen Präfektur der Lausitzen mit Sitz in Bautzen ernannt.
Im Jahr 1921 wurde das neue Bistum Meißen mit Sitz in Bautzen gegründet, 1979/80 erfolgte die Umbenennung in Bistum Dresden-Meißen und die Verlegung des Bischofssitzes nach Dresden.

## Liste der Kirchengebäude
Die Liste enthält die römisch-katholischen Pfarrkirchen im Dekanat Zwickau und die jeweils zugeordneten Filialkirchen bzw. Kapellen. Die Zahl der Katholiken im Dekanat beträgt 10982 (Stand 2016).

Erläuterungen zum Status: P = Pfarrkirche, F = Filialkirche, K = Kapelle
| Bild | Kirche                                                                                          | Ort/Lage                    | Status | Anmerkungen |
| ---- | ----------------------------------------------------------------------------------------------- | --------------------------- | ------ | --- |
|      | Mater dolorosa Aue                                                                              | Aue (Lage)                  | P      | erbaut 1913–1915, geweiht 26. September 1915 Neugründung der Pfarrei Maria Geburt Aue-Bad Schlema am 6. Januar 2019 (aus den bisherigen Pfarreien Mater dolorosa Aue, Hl. Familie Schwarzenberg, St. Marien Stollberg und St. Peter und Paul Zwönitz) |
|      | St. Joseph Eibenstock (jetzt Kapelle der Pfarrei Mariä Geburt Aue)                              | Eibenstock (Lage)           | K      | geweiht 1999 |
|      | St. Pius X. Schneeberg (jetzt Filialkirche von Mariä Geburt Aue)                                | Schneeberg (Lage)           | F      | geweiht 20. November 1955 |
|      | Kostbares Blut Schönheide (zuletzt Kapelle von Mariä Geburt Aue)                                | Schönheide (Lage)           | K      | geweiht 1964, profaniert 6. Oktober 2024 |
|      | Heilige Familie Schwarzenberg (jetzt Filialkirche von Mariä Geburt Aue)                         | Schwarzenberg (Lage)        | F      | geweiht 30. November 1930 |
|      | St. Petrus Canisius Johanngeorgenstadt (jetzt Filialkirche von Mariä Geburt Aue)                | Johanngeorgenstadt (Lage)   | F      | geweiht 30. August 1964 |
|      | Mariä Unbefleckte Empfängnis Stollberg (jetzt Filialkirche von Mariä Geburt Aue)                | Stollberg (Lage)            | F      | Die alte gotische Kirche „Beatae Virginis Mariae“ aus dem 15. Jhdt. wurde 1987 von der katholischen Kirche übernommen und 1993 wieder geweiht, ehemals Dekanat Aue                                                                                    |
|      | St. Barbara Oelsnitz/Erzgeb. (jetzt Filialkirche von Mariä Geburt Aue)                          | Oelsnitz/Erzgeb. (Lage)     | F      | geweiht 3. Oktober 1948 |
|      | Herz-Jesu-Kapelle Lugau (jetzt Kapelle der Pfarrei Mariä Geburt Aue)                            | Lugau (Lage)                | K      | 1958 erbaut/geweiht |
|      | St. Peter und Paul Zwönitz (jetzt Filialkirche von Mariä Geburt Aue)                            | Zwönitz (Lage)              | F      | erbaut 1993–1994, geweiht 23. Mai 1994 |
|      | Heilig-Geist Thalheim (jetzt Filialkirche von Mariä Geburt Aue)                                 | Thalheim (Lage)             | F      | geweiht 10. Mai 1956 |
|      | Heilige Familie Zwickau                                                                         | Zwickau (Lage)              | P      | erbaut 1934–1935, geweiht 6. Juni 1935 |
|      | St. Franziskus von Assisi Crimmitschau (jetzt Filialkirche von Heilige Familie Zwickau)         | Crimmitschau (Lage)         | F      | geweiht 29. September 2013 |
|      | Mariä Himmelfahrt Glauchau (jetzt Filialkirche von Heilige Familie Zwickau)                     | Glauchau (Lage)             | F      | erbaut 1954–1956, geweiht 21. November 1956, Architekt Andreas Marquart |
|      | St. Pius X. Hohenstein-Ernstthal (jetzt Filialkirche von Heilige Familie Zwickau)               | Hohenstein-Ernstthal (Lage) | F      | erbaut 1996–1998, geweiht 20. September 1998, Architekten: Peter Böhm und Christopher Schroeer-Heiermann |
|      | Kirche „Maria, Königin des Friedens“ Kirchberg (jetzt Filialkirche von Heilige Familie Zwickau) | Kirchberg (Lage)            | F      | erbaut 1997–1998, geweiht 20. Juni 1998 |
|      | Kirche Mutterschaft Mariens Meerane (jetzt Filialkirche von Heilige Familie Zwickau)            | Meerane (Lage)              | F      | erbaut 1966–1969, geweiht 18. Oktober 1969 |
|      | St. Martin Waldenburg (zuletzt Filialkirche von Heilige Familie Zwickau)                        | Waldenburg (Lage)           | F      | geweiht 9. Mai 1964, profaniert per Dekret vom 3. Februar 2023 |
|      | St. Bonifatius Werdau (jetzt Filialkirche von Heilige Familie Zwickau)                          | Werdau (Lage)               | F      | erbaut 1926–1927, geweiht 5. Mai 1929 |
|      | St. Johann Nepomuk Zwickau (jetzt Filialkirche von Heilige Familie Zwickau)                     | Zwickau (Lage)              | F      | geweiht 23. November 1889 |
|      | Mariä Verkündigung Mülsen St. Jacob (zuletzt Filialkirche von Heilige Familie Zwickau)          | Mülsen St. Jacob (Lage)     | F      | geweiht 31. Oktober 1999, 2022 profaniert und verkauft |
|      | St. Franziskus Zwickau-Planitz (jetzt Filialkirche von Heilige Familie Zwickau)                 | Zwickau-Planitz (Lage)      | F      | geweiht 14. Mai 2006 |